# Ключи (Ртищевский район)
Ключи — село в Ртищевском районе Саратовской области, на территории Краснозвездинского муниципального образования (сельского поселения).
Расположено на берегу левобережной старицы Хопра в 23 км к западу от города Ртищево.
| 2002 | 2010 |
| ---- | ---- |
| 194  | ↘158 |

## Уроженцы
- Норов, Авраам Сергеевич (1795—1869) — государственный деятель, путешественник и писатель
- Норов, Александр Сергеевич (1797—1870) — русский поэт, переводчик
- Норов, Василий Сергеевич (1793—1853) — декабрист